# Мороз
Мороз — снижение температуры атмосферного воздуха ниже 0 °C — точки замерзания воды, сильный холод.
Точное определение мороза в метеорологии отсутствует, при этом, обычно под ним понимается любая температура ниже нулевой отметки. Так, при описании температуры воздуха, в частности, в прогнозах погоды часто встречаются словосочетания конструкции [сколько-то] градусов мороза. Упоминания о морозе часто сопровождаются указанием точной величины температуры. При этом, в обиходе слово мороз нередко употребляется также в более абстрактном значении, подразумевая сильный холод, холодную погоду с температурой существенно ниже нуля. Кроме того, употребление его в отношении слабоотрицательных температур в повседневной речи может вызывать ироническую насмешку.
Родственный термин «заморозки» употребляется обычно в отношении непродолжительного, незначительного, чаще всего наблюдаемого в ночное время суток, снижения температуры ниже нулевой отметки при положительной температуре воздуха днём, посреди вегетационного периода, а также в отношении снижения температуры ниже нуля на почве, в приземном слое воздуха.
Общепринятое разделение температурных показателей на лёгкий, умеренный, сильный и т. д. мороз отсутствует. В прогнозах Росгидромета под сильным морозом обычно понимается снижение минимальной температуры воздуха до установленного для данной территории опасного значения или ниже его в период с ноября по март. Критерии отнесения сильных морозов к неблагоприятным и опасным явлениям и соответствующие меры для разных регионов России различны.
Физически мороз может ощущаться «пощипыванием» открытых участков кожи, прежде всего лица, и последующим появлением на коже румянца. При длительном нахождении на морозе происходит интенсивная потеря тепла, сужаются периферические сосуды, при этом, усиливается кровоток в органах, таким образом, наступает переохлаждение организма, также появляется риск обморожения. При этом, обморожение возможно даже при небольшом морозе, а переохлаждение, в том числе со смертельным исходом — и при плюсовой температуре. Время безопасного нахождения на открытом воздухе в морозную погоду для каждого человека индивидуально и зависит от многих факторов. Правильно подобранная одежда (преимущества дают многослойность одежды, хорошо утеплённая обувь, частичное прикрытие органов дыхания при помощи шарфа и т. д.), умеренная физическая активность, индивидуальная адаптированность к низким температурам позволяют находиться на морозе в течение длительного времени без последствий для здоровья, при этом, жители средней полосы при сильном морозе начинают замерзать в среднем в течение часа. Повышает риск замерзания употребление алкоголя, снижающее восприятие болевых сигналов переохлаждения, приём некоторых лекарственных препаратов.
Распространённая мера при сильных морозах — отмена занятия в школах. Так, по состоянию на 2016 год в большинстве регионов Европейской части России занятия для учеников младших (1—4) классов отменяют при снижении температуры до —25 °C и ниже, для учащихся средних и старших (5—11) классов — до —27°...—31 °C. В Восточной Сибири занятия в младших классах отменяют при снижении температуры до —36 °C и ниже, для средних и старших — до —38 °C. Самые низкие температурные показатели, при которых отменяют занятия в школах, отмечены в Якутии: —40 °C для младших классов, —48 °C — для средних и —50 °C — для старших. В ряде регионов делается поправка на ветер, так, в Ханты-Мансийском автономном округе в безветренную погоду занятия можно не посещать соответственно для школьников разных возрастных групп при —29 °C, —32 °C и —36 °C, однако при скорости ветра более 10 м/с эти цифры повышаются до —24°...—31 °C. В некоторых регионах России также имеется различие для городских и сельских школ. Так, в Тамбовской области при —25 °C в городских школах освобождаются от посещения занятий только ученики младших классов, тогда как в сельских — также и средних.
Мороз персонифицируется в славянском сказочном фольклоре и календарных обрядах. Мороз как фольклорный персонаж упоминается также под такими именами, как Трескун, Студенец, Морозко. Русский народный образ Мороза получил поэтическую обработку в поэме Н. А. Некрасова «Мороз, Красный Нос».